# Davor Bratić
Davor Bratić (Vukovar, 25 maggio 1987) è un calciatore croato, centrocampista dello Sloga Borovo.

## Palmarès

### Club

#### Competizioni nazionali
- Campionato albanese: 2

Skënderbeu: 2010-2011, 2011-2012